# LCMG

LCMG (Група НАТО з питань управління життєвим циклом систем озброєнь (AC/327), англ. Life Cycle  Management Group) — одна з основних груп у складі CNAD (Конференція національних директорів озброєнь).
Місією LCMG є сприяння багатонаціональному співробітництву держав-членів НАТО та країн-партнерів щодо забезпечення взаємосумісності систем управління життєвим циклом озброєнь в інтересах підвищення ефективності сил НАТО в усьому спектрі поточних та майбутніх операцій Альянсу.
LCMG взаємодіє з іншими основними групами CNAD.
Пленарні засідання LCMG проводяться тричі на рік.

## Структура та діяльність LCMG
У складі LCMG існує мережа робочих груп, які діють на постійній або тимчасовій основі. Відповідні експертні спільноти, з урахуванням отриманого Альянсом досвіду, аналізують, уточнюють, розробляють та поновлюють стандарти НАТО, сприяють реалізації багатонаціональних проектів. 